# Walter Hungerbühler
Pour les articles homonymes, voir Hungerbühler.
Walter Hungerbühler, né en 1930 et décédé le 27 mars 2012, est un arbitre suisse de football. 

## Carrière
Walter Hungerbühler officie dès 1969 et est arbitre international entre 1972 et 1978. Pendant sa carrière, il a arbitré quelques compétitions majeures :  
- l'Euro 1976 (un match) ;
- la Coupe de Suisse de football 1977-1978 (première finale).